# Egil Selvik
Egil Selvik, né le 30 juillet 1997 à Sandnes en Norvège, est un footballeur norvégien qui évolue au poste de gardien de but au Watford FC.

## Biographie

### En club
Né à Sandnes en Norvège, Egil Selvik est formé par le club de sa ville natale, le Sandnes Ulf, où il fait ses débuts en professionnel, en deuxième division norvégienne. Il joue son premier match le 9 mai 2017, lors d'une rencontre de championnat face au Kongsvinger IL. Il entre en jeu à la place de Saku-Pekka Sahlgren (en), sorti sur blessure en fin de match, et son équipe l'emporte par trois buts à deux.
Le 9 février 2019, Egil Selvik rejoint l'Odds BK, club de première division. Barré par Sondre Rossbach, titulaire au poste de gardien de but, Selvik découvre tout de même l'élite du football norvégien lors de la saison 2020, jouant son premier match le 22 novembre face au IK Start.
Le 12 janvier 2021, Egil Selvik s'engage en faveur du FK Haugesund, signant un contrat de quatre ans, soit jusqu'en décembre 2024,. Il joue son premier match sous ses nouvelles couleurs le 16 mai 2021 contre le Sarpsborg 08 FF. Il est titularisé et parvient à garder sa cage inviolée. Les deux équipes se neutralisent (0-0 score final).
Le 10 janvier 2025, Egil Selvik rejoint l'Udinese Calcio librement à la fin de son contrat avec le FK Haugesund. Il quitte le club seulement quelques jours plus tard pour signer avec le Watford FC le 31 janvier 2025. Il signe un contrat de trois ans et demi, soit jusqu'en juin 2028.
Selvik joue son premier match pour Watford le 8 février 2025, lors d'une rencontre de championnat contre le Sunderland AFC. Titulaire dans les buts des Hornets, le portier norvégien est l'auteur d'une prestation remarquée. Malgré deux buts encaissé, il est l'auteur de plusieurs arrêts et est nommé homme du match. Les deux équipes se neutralisent toutefois (2-2 score final),.

### En sélection
Egil Selvik joue son premier et unique match avec l'équipe de Norvège des moins de 19 ans face à la Pologne le 13 février 2016, en match amical. Il est titularisé et la Norvège s'incline par trois buts à deux.
Le 8 novembre 2022, Egil Selvik est convoqué pour la première fois avec l'équipe nationale de Norvège, par le sélectionneur Ståle Solbakken. Il ne joue toutefois aucun match lors de ce rassemblement.
Egil Selvik honore sa première sélection avec l'équipe nationale de Norvège le 7 septembre 2023, lors d'un match amical contre la Jordanie. Il est titularisé et son équipe s'impose par six buts à zéro.